# أليس باش غولد
أليس باش غولد (بالإسبانية: Alice Gould) (و. 1868 – 1953 م) هي مؤرخة من إسبانيا .